# Бецзе
Бецзе (нем. Beetzsee) — община в Германии, в земле Бранденбург.
Входит в состав района Потсдам-Миттельмарк. Подчиняется управлению Бецзее. Население составляет 2510 человек (на 31 декабря 2010 года). Занимает площадь 35,77 км².
Коммуна подразделяется на 3 сельских округа.
| Год  | Население |
| ---- | --------- |
| 2005 | 2843      |
| 2010 | 2519      |